# Амирсой (горнолыжный комплекс)
Горнолыжный комплекс Амирсой (узб. “Amirsoy” tog‘-chang‘i kurorti) — крупнейший горнолыжный курорт в Узбекистане и самый современный горнолыжный курорт в Центральной Азии, открылся в 2019 году в Западном Тянь-Шане.

## История
Индустрия зимних видов спорта в Узбекистане восходит к советскому периоду, когда были построены горнолыжные курорты «Бельдерсай» и «Чимган» в горах Западного Тянь-Шаня Ташкентской области.
Комплекс Амирсой был задуман в 2017 году узбекским бизнесменом Равшаном Убайдуллаевым. На первом этапе развития Убайдуллаев и его соинвесторы вложили 100 миллионов евро в создание курорта, включая вспомогательную инфраструктуру, такую как подъездные пути. Они выбрали компанию PGI Management из Андорры для проектирования и управления курортом.
Первоначально предполагалось, что Амирсой откроется в декабре 2018 года, но открытие было отложено из-за проблем с инфраструктурой. Таким образом, Амирсой официально открылась в декабре 2019 года с гондольным и кресельным подъемником Doppelmayr длиной 2 км, конвейером Sunkid, а также двумя подъемниками для тюбинга.
Летом 2020 года на Амирсой велось дальнейшее строительство для расширения курорта и увеличения количества объектов. В это включалось установка подъемника Poma Telemix и создание дополнительных лыжных трасс. К 2022 году их будет 13.
Убайдуллаев был награждён почетной медалью Узбекистана «Туризм фидойиси» за заслуги перед туризмом во Всемирный день туризма 2020 года.
В конечном итоге будет оборудовано 28 трасс разной степени сложности общей протяженностью 21 км.
В 2023 году курорты «Амирсой», российская «Роза хутор» и казахстанская «Шымбулак» объединились в Евразийский Альянс горных курортов.

## Расположение

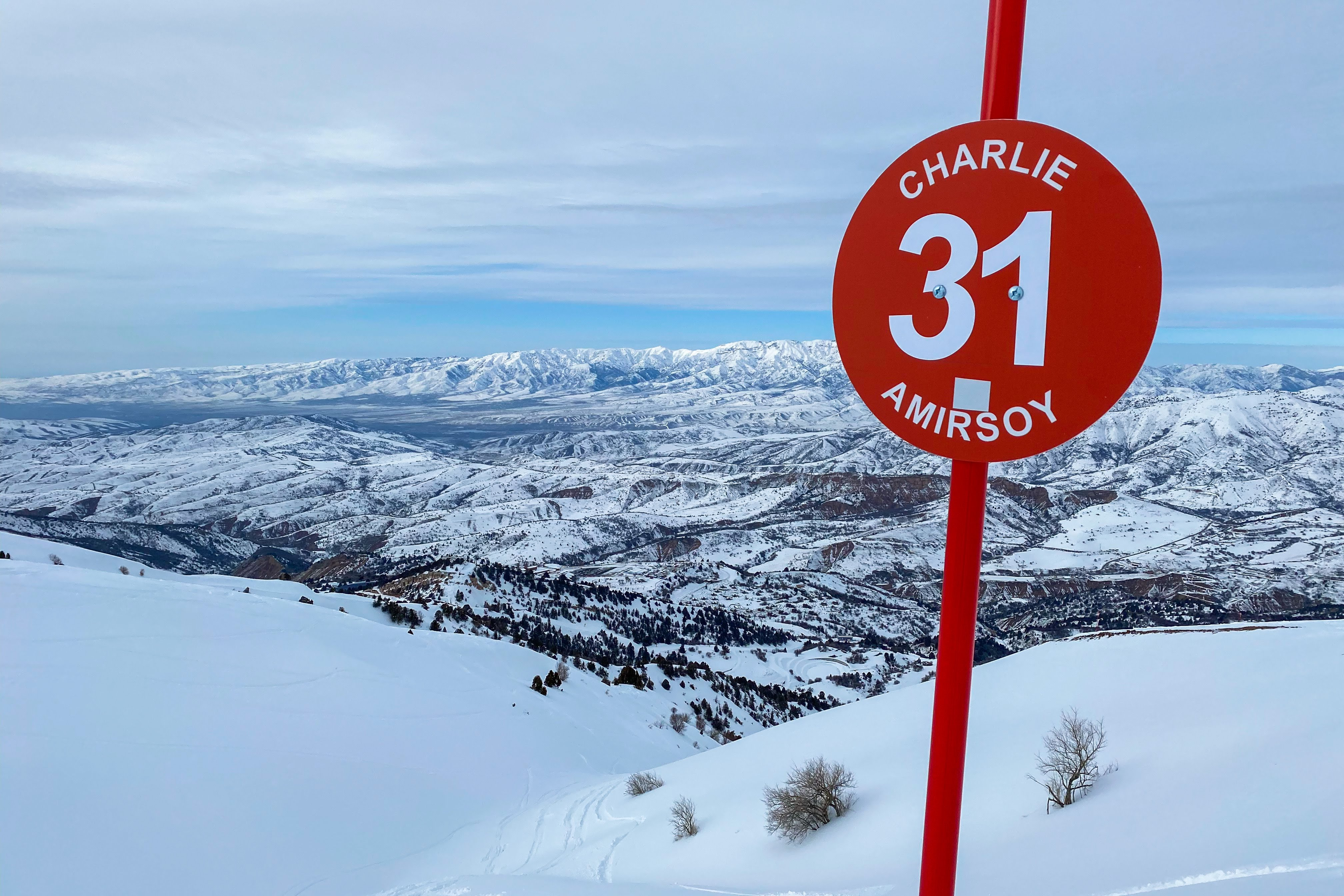
Вид с верхней точки (на табличке указатель трассы Charlie)

Амирсой расположен в Ташкентской области Узбекистана, в 65 км к востоку от Ташкента. Курорт занимает территорию в 900 га на северном склоне горы Майгашкан, входящей в состав Чаткальского хребта в Западном Тянь-Шане. Высота горнолыжных трасс составляет от 1630 м до 2290 м.

## Описание
Амирсой открылся зимой 2019 года с 13 лыжными трассами протяженностью 22 км. Ещё девять километров трасс были построены летом 2020 года. Изначально планировалось, что к 2022 году их будет 28, однако запустилось 10 трасс общей протяжённостью более 15 километров.  Большинство трасс подходят для начинающих и лыжников среднего уровня, также имеются возможности для катания вне трасс.
Гондолы и подъемник в Амирсое производятся компаниями Doppelmayr и Poma, а снегоуборочные машины — компанией TechnoAlpin. Конвейеры от Sunkid, а ратраки от PistenBully. Установлена система искусственного оснежения. Амирсой спроектирован, чтобы быть доступным для лыжников с ограниченными возможностями, а оборудование и инструкции доступны для адаптивного катания на лыжах. На курорте работают 8 подъёмников, из них 5 ленточного типа (траволатор), 1 кресельный и 2 гондольных. Подъемники на курорте разделены на три сектора — учебные склоны и тюбинг, кресельный подъемник и две очереди гондольного подъёмника на вершину курорта. Основной подъемник, который работает круглый год — это 8-местная гондола, которая поднимет до высоты 2290 метров над уровнем моря.
Снег в Амирсое очень сухой, несмотря на относительно небольшую высоту, а поскольку ночные температуры регулярно опускаются до −12°C, недостатка в качественном паудере нет. Томас Тор Дженсен, операционный директор PGI Management, утверждает, что качество снега в Амирсое даже соперничает с японским.
Большинство лыжников на Амирсой из Узбекистана: около 150 000 местных жителей посетили курорт в первые три месяца после открытия, и владелец Убайдуллаев стремится создать национальную лыжную культуру с нуля.
Комплекс предлагает размещение гостей в «Le Chalet by Amirsoy», деревне из 40 роскошных деревянных шале с открытыми каминами рядом с подъемниками. 90 % энергии для шале поступает от солнечных батарей. Планируется также курортный 4-х звездочный отель. Рестораны находятся в геодезических куполах, напоминающих иглу, а капитальные постройки ещё строятся.